# Magrina
Magrina es un apellido muy extendido por España e Italia originario de la región italiana Véneto situada en el noroeste de Italia.
En España este apellido tiene mucho uso en Cataluña e Islas Baleares y además han surgido variantes como Magrinyà y Magriñá.
En Italia este apellido pertenecía a familia de alta cuna, pero debido a la emigración se expandió y dieron lugar a variaciones fonéticas. También el apellido italiano Magrini comparte el mismo escudo de armas que Magrina, lo cual puede ser porque en Italia cuando familias con el mismo apellido vive en la misma ciudad o pueblo durante varias generaciones se suelen hacer pequeñas variaciones para poder diferenciar una familia de la otra.
Cabe añadir que el apellido Magrini tiene un escudo de armas similar al de las familias Magrina y Magrini; todos provienen de la misma región italiana, lo cual puede ser porque tuvieran un origen común. 

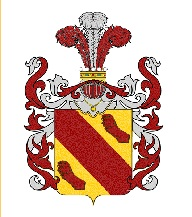
Este es el escudo de armas de la familia Magrina y Magrini de origen italiano

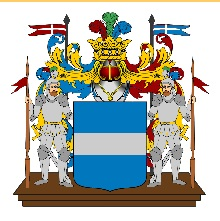
Este es el escudo del apellido Magrino de origen italiano, como veis, es similar al de Magrina y Magrini ya que los dos tienen diseños con rayas

- Datos: Q18416090